# 韃靼蘇維埃社會主義自治共和國
韃靼蘇維埃社會主義自治共和國（俄语：Татарская Автономная Советская Социалистическая республика）是蘇聯的一個自治共和國，成立於1920年。蘇聯解體之後，成為俄羅斯聯邦的一个自治共和国，韃靼斯坦共和國。